# Tetraciclină (clasă)

Structura chimică a tetraciclinei, pe care sunt marcată ciclurile și grupele esențiale: carboxamidă (2), dimetilamino (4), alternanța fenol-oxo-enol-oxo

Tetraciclinele sunt antibiotice tetraciclice cu spectru larg de activitate , care prezintă o structură de bază comună și care pot fi naturale (izolate din culturi de Streptomyces) sau semisintetice (obținute din cele naturale prin modificări structurale). Structura tetraciclică este derivată de la naftacen-carboxamidă, iar cele 4 cicluri sunt denumire A, B, C și D. Pe acestea sunt grefate anumite grupe funcționale.

## Farmacologie
Absorbția orală este bună, fiind influențată de alimente, sau de anumiți ioni metalici (Ca++, Fe++, Al+++) datorită formării cu acești ioni a unor combinații complexe, care apoi sunt greu absorbabile. La nivel rectal absorbție este redusă, putând chiar apărea efecte adverse. Nu se aplică pe seroase, mucoasă nazală.

### Spectru de acțiune
Este unul larg, tetraciclinele fiind ele însele antibiotice cu spectru larg. Acționează asupra:
- Bacillus anthracis
- Chlamydia
- Haemophilus influenzae,
- Klebsiella
- Leptospira
- Legionella
- Mycoplasma pneumoniae,
- Streptococcus pneumoniae,
- Treponema pallidum
- Yersinia pestis
- Borellia recurensis

Sunt indicate în pneumonie cu pneumococ, infecții streptococice, stafilococice, tifos, tularemie, psitacoză, bruceloză,, holeră, antrax, gonoree. Mai poate fi utilizată și în tratarea posibilei infecții cu Helicobacter Pylori, o bacterie identificată la bolnavii cu ulcer gastric.

### Mecanismul de rezistență
Tetraciclinele inhibă dezvoltarea bacteriană prin legarea de subunitățile 30S ale ribozomilor, (secvența 16S ), împiedicând astfel legarea aminoacil-ARNt de complexul ARNm-ribozom. Celulele bacteriene devin rezistente la acțiunea tetraciclinelor prin 3 mecanisme:
- Enzimatic-modificarea enzimatică a nucleului tetraciclinelor (printr-o reacție de acetilare)
- Eflux-mecanism de apărare a organismului, care "respinge" substanțele toxice sau antibioticele.O genă codează o proteina care activează „pompa” de tetraciclină
- Protecție ribozomală. O genă activează o proteină , care poate avea diverse efecte în funcție de genă:
  - blocarea legării tetraciclinei de ribozomi
  - legarea de ribozomi, concomitent cu deformarea sterică ceea ce permite legarea de ARNt
  - legarea de ribozomi concomitent cu deslocuirea tetraciclinei.

### Farmacocinetica
Profilul tetraciclinelor diferă între cele 2 generații:
Tetraciclinele de prima generație au un timp de injumătățire scurt, absorbție de circa 80% la nivelul stomacului, duodenului. Absorbția este influențată de alimente, de prezența cationilor divalenți (Ca++, Fe ++)sau trivalenți (Al +++).
Din contră, tetraciclinele din a doua generație un timp de înjumătățire mult mai mare (20 ore în cazul doxiciclinei),o biodisponibilitate mult mai bună, (minociclina difuzează foarte bine în LCR).Datorită liposolubilității crescute realizează concentrații mari în plămâni, salivă, bilă, organe genitale.

### Toxicologie
Toxicitatea tetraciclinelor este relativ redusă. Însă în cazul administrării pe perioade îndelungate pot apărea efecte digestive (anorexie, greață, vomă).
La nivel hepatic determină efecte toxice cu evoluție mortală (nu se administrează la bolnavii cu insuficiență hepatică). La nivel renal determină afectarea toxică.
Se acumulează în oase și dinți, determinând astfel afectarea smalțului dentar, a pigmentației dentare (nu se administrează la gravide în a 2-a jumătate a sarcinii, la copii sugari și mai mici de 8 ani). La nivel SNC produc (mai ales minociclina) așa numitul sindrom „Pseudotumor cerebri” (sindrom fals de hipertensiune craniană)

## Clasificare

### După generații
- Tetracicline de primă generație
  - Clortetraciclină
  - Oxitetraciclină
  - Tetraciclină
  - Demeclociclină

- Tetracicline de a 2-a generație
  - Doxiciclină
  - Minociclină
  - Metaciclină
  - Rolitetraciclină (administrare injectabilă)

### După origine și structură

Tetraciclinele au la bază acest nucleu naftacencarboxamidic

După origine, tetraciclinele sunt:
- Naturale
  - Tetraciclină
  - Clortetraciclină
  - Oxitetraciclină
  - Demeclociclină
- Semisintetice
  - Limeciclină
  - Meclociclină
  - Metaciclină
  - Minociclină
  - Rolitetraciclină
  - Doxiciclină
- Glicilcicline
  - Tigeciclină
- Noi tetracicline
  - Eravaciclină[5]
  - Sareciclină[6]
  - Omadaciclină[7]

| Denumirea antibioticului | R7       | R6 | R6` | R5 | R |
| ------------------------ | -------- | -- | --- | -- | - |
| Clortetraciclină         | Cl       | OH | CH3 | H  | H |
| Demeclociclină           | Cl       | OH | H   | H  | H |
| Doxiciclină              | H        | H  | CH3 | OH | H |
| Minociclină              | N-(CH3)2 | H  | H   | H  | H |
| Rolitetraciclină         | H        | OH | CH3 | H  |   |
| Tetraciclină             | H        | OH | CH3 | H  | H |